# Grandes éxitos, pequeños regalos
Grandes éxitos, pequeños regalos es el tercer álbum recopilatorio de la banda española de rock Celtas Cortos.
Fue publicado en 2001 por la discográfica DRO y se trataba de un álbum recopilatorio (el tercero que salía al mercado del grupo tras ¡Vamos! y The best of) que contenía un total de 34 temas divididos en dos volúmenes en el que se repasaba la trayectoria de Celtas Cortos en sus 12 años de vida. Además en el lanzamiento se incluyó un DVD de 75 minutos que contenía videoclips musicales (realizados en un estudio o con imágenes de conciertos), un directo, un reportaje sobre la grabación del disco En estos días inciertos y un cortometraje dirigido por Carlos Soto, miembro del grupo, titulado Tiempo para un sueño.
Entre las canciones que se encontraban en los 2 CD, se incluyó una versión del clásico Cuéntame un cuento , interpretada en directo por Willy de Ville, además de dos canciones extraídas de la banda sonora de la película La ley de la frontera (Frontera y Cadencia de lava).
La gira que siguió a la publicación del álbum sirvió como despedida a la primera etapa de Jesús Cifuentes al frente de la banda, ya que tras la misma inició su proyecto en solitario. Los dos últimos conciertos realizados en esta gira fueron el 10 de octubre y 12 de octubre de 2002, en la sala Macumba (Madrid) y en el colegio Landako (Durango) respectivamente.

## Contenido

### CD 1
1. Cuéntame un cuento
Letra y música Carlos Soto, César Cuenca, Jesús Hernández Cifuentes.
2. 20 de abril
Letra y música Jesús Hernández Cifuentes, Nacho Martín.
3. Tranquilo majete
Letra y música Jesús Hernández Cifuentes.
4. La senda del tiempo
Letra: Jesús Hernández Cifuentes. Música: César Cuenca.
5. Haz turismo (en vivo)
Letra y música Jesús Hernández Cifuentes.
6. El ritmo del mar
Letra y música Jesús Hernández Cifuentes, Nacho Martín.
7. Ya está bien
Letra y música Jesús Hernández Cifuentes.
8. El emigrante (remix)
Letra y música Jesús Hernández Cifuentes.
9. Lluvia en soledad
Letra y música Jesús Hernández Cifuentes / Tradicional.
10. Romance de Rosabella y Domingo
Letra y música Jesús Hernández Cifuentes, César Cuenca.
11. Gente distinta
Letra y música Jesús Hernández Cifuentes.
12. Carta a Rigoberta Menchú
Letra y música Jesús Hernández Cifuentes, Nacho Martín.
13. Pajarico
Letra y música Jesús Hernández Cifuentes.
14. El túnel de las delicias
Música Tradicional / Celtas Cortos.
15. Si no me veo no me creo
Letra: Jesús Hernández Cifuentes. Música: Nacho Martín, Jesús Hernández Cifuentes.
16. Cálida trinchera
Letra y música Jesús Hernández Cifuentes.
17. Cuéntame un cuento  (con Willy de Ville)
Letra y música Carlos Soto, César Cuenca, Jesús Hernández Cifuentes.

### CD 2
1. No nos podrán parar
Letra y música Jesús Hernández Cifuentes.
2. Gente impresentable (en directo)
Letra y música Jesús Hernández Cifuentes.
3. Madera de colleja
Letra y música Jesús Hernández Cifuentes, César Cuenca.
4. Todo es ponerse
Letra: Jesús Hernández Cifuentes. Música: Jesús Hernández Cifuentes y Carlos Soto.
5. Frontera
Letra y música Jesús Hernández Cifuentes, Goyo Yeves.
6. Cadencia de lava
Música: Alberto García.
7. Monólogo con ron
Letra y música Jesús Hernández Cifuentes, César Cuenca.
8. A saber
Letra: Jesús Hernández Cifuentes. Música: Jesús Hernández Cifuentes y Carlos Soto.
9. ¿Qué voy a hacer yo?
Letra: Letra: Jesús Hernández Cifuentes. Música: Jesús Hernández Cifuentes, Nacho Martín.
10. La vaca naranja
Música: Carlos Soto.
11. Skaparate nacional
Letra: Goyo Yeves. Música: Alberto García.
12. En estos días inciertos
Letra: y música: Jesús Hernández Cifuentes.
13. Hacha de guerra (remix)
Música: Nacho Martín.
14. República de Sanjes
Letra y música Jesús Hernández Cifuentes, César Cuenca.
15. Siempre tarde
Letra y música Jesús Hernández Cifuentes.
16. Radio amiga
Música Jesús Hernández Cifuentes.
17. Cuéntame un cuento (remix).
Letra y música Carlos Soto, César Cuenca, Jesús Hernández Cifuentes.

### DVD
1. Cuéntame un cuento
Dirigido por Agustín Echevarría.
2. El ritmo del mar
Dirigido por Martín Otaño (Videoesquimal).
3. 20 de abril. Directo de Las Ventas. Año 1992.
Grabado en directo por la Unidad Móvil Dogos TV.
4. Tranquilo majete
Dirigido por Tono Errando (Factoría Clip).
5. Madera de colleja
Dirigido por Carlos Miranda (Factoría Clip).
6. Romance de Rosabella y Domingo
Dirigido por Carlos Miranda (Factoría Clip).
7. Grabando en estos días inciertos (reportaje)
Dirigido por Manolo Gil y Enrique Urdanoz (ITP).
8. No nos podrán parar
Dirigido por Manolo Gil y Enrique Urdanoz (ITP).
9. El emigrante
Dirigido por Manolo Gil y Enrique Urdanoz (ITP).
10. Haz turismo
Dirigido por Antonio Segade (Cine y Comunicación).
11. Gente impresentable
Dirigido por Antonio Segade (Cine y Comunicación).
12. La senda del tiempo
Dirigido por Antonio Segade (Cine y Comunicación).
13. Gente distinta
Dirigido por Manolo Gil y Enrique Urdanoz (ITP).
14. A saber
Dirigido por Rudy Mora y Orlando Cruzata (David Carbajo-Timba Producciones).
15. Pajarico
Dirigido por Rudy Mora y Orlando Cruzata (David Carbajo-Timba Producciones).
16. Tiempo para un sueño (cortometraje)
Dirigido por Carlos Soto (Celtas Cortos & CPA).